# Цифрова листівка
Електронна листівка схожа з поштовою листівкою або вітальною листівкою, головна відмінність полягає в тому, що вона створюється за допомогою цифрових медіа, замість паперу або інших традиційних матеріалів. Електронні листівки зазвичай надаються на різноманітних сайтах в інтернеті, де їх можна надіслати отримувачу, вказавши його електронну адресу. Такі листівки також вважаються більш дружніми до довкілля, порівняно зі звичними паперовими вітальними картками. Виробництво електронних карток розцінюється, як дружнє до довкілля, адже рівень вуглецевого сліду значно менше, ніж виробництво  паперових, бо папір не використовується у кінцевому продукті. 
Електронні листівки є цифровим "контентом", що робить їх значно більш універсальними ніж паперові. На приклад, на відміну від традиційних листівок, електронні можуть бути легко надіслані одночасно багатьом людям або персоналізовані для адресанта. Такі листівки можуть бути збережені на будь-який комп’ютер або електронний пристрій і навіть переглянуті через екран телевізора, оскільки також почали з’являтись цифрові відеолистівки. 
Зазвичай, адресант електронної картки обирає підходящу листівку з онлайн каталогу. Обравши листівку, адресант може налаштувати її до різного степеню, додаючи повідомлення, фото чи відео. Врешті, надсилач вказує електронну пошту отримувача і сайт висилає електронне повідомлення отримувачу, від імені адресанта. 

## Електронні листівки для друку
Деякі електронні карти розраховані для друку, замість надсилання електронною поштою. Однак більшість людей  не враховує такі листівки за електронні, натомість, їх вважають за звичайні, самостійно виготовлені, вітальні картки. Перевага таких карток, на відміну від традиційних полягає у тому, що вони дешевші і дають  можливість ‘створити’ для отримувача особисте вітання, замість придбавання готової паперової листівки.

## Технологічна еволюція
З часу створення концепції у 1994 Джудіт Донат, технологія електронної листівки істотно змінилась. Лише один технічний аспект залишився в основному не змінним, а саме - механізм відправлення: e-mail отриманий одержувачем, містить не саму вітальну листівку, а індивідуально закодоване зворотне посилання на вебсайт, який відображає вітальну листівку обрану адресантом.

### Поштові картки та вітальні листівки
Подібно до паперових аналогів, поштові картки використовують візуальне мистецтво (статичні або анімовані зображення і відео) та забезпечують простір для особистої записки. Такими були перші типи електронних карток. Так само, як і паперовий аналог, електронні вітальні листівки надають привітання разом з візуальним мистецтвом. Розрізнюють такі типи цифрових листівок: картки з фіксованим привітанням (на кшталт паперових), листівки з привітанням на вибір (із випадаючого списку або інших варіантів) а також електронні картки з можливістю вибору із запропонованих привітань.

### Flash анімація
Такий тип цифрових листівок заснован на двовимірній векторній анімації, що контролюється за допомогою мови-скрипту. Цей формат належить Adobe. Однак, широке застосування програмного забезпечення від Adobe дозволяє цьому типу Е-листівок з легкістю бути переглянутими на більшості сучасних комп’ютерів. Одержувач переглядає короткометражну анімацію тривалістю продовж 15-30 секунд. Анімація переважно має мультиплікаційний стиль через характер змісту, хоча деякі творіння на Flash можуть бути досить складними і реалістичними. Анімацію зазвичай супроводжує звукова доріжка, яка може містити промову або музику. 
Листівки анімовані на Flash можуть бути інтерактивними, на приклад, просити переглядача обрати зображення для анімації, однак, більшість Flash-анімованих листівок створені передати почуття відправника через простий перегляд. 
Flash-анімовані картки на разі пропонуються майже усіма великими видавництвами електронних листівок, а отже є найбільш поширеним форматом.

### Відео листівки
Відео листівки використовують поєднання персоналізованого тексту та відео, щоб передати повідомлення одержувачу. Існує численна кількість подібних сервісів, серед них Rattlebox, де користувач обирає та налаштовує текст на попередньо записаному відео; або DVCards.com, у котрому користувач з вебкамерою, особисто записує відео для надсилання.

### Мобільні листівки
З розвитком мобільних технологій, Multimedia Messaging Service (MMS), що власне є картинкою SMS, стало все більш поширеним. Електронні листівки також можуть бути надіслані на мобільні пристрої і телефони. Оскільки, мобільні Е-листівки або, так звані, “М-card” пропонуються різними постачальниками мобільного контенту. Подібно до електронних листівок, мобільні можуть містити кілька зображень, текстових повідомлень та музику. До того ж, мобільними листівками вважаються картки надіслані за допомогою того чи іншого мобільного додатку. 
Однією із перших компаній, що створили М-card є голландська компанія Mgreetings (заснована у 2003 році). Мобільні картки можуть бути надіслані з ПК у подібний спосіб до надсилання електронних листівок. Користувачі, зайшовши до вебсайту, можуть обрати листівку та ввести номер мобільного телефону одержувача, і ця картка буде надіслана на вказаний номер як MMS. 

### Мережеві мультимедійні Е-листівки
Створення веблистівки стає більш креативним, еволюціонуючи. Користувач може створити вітальну картку онлайн, обираючи фон, перетягуючи картинки, анімацію, смайли і набираючи текст, що виглядає наче рукописний. Ці листівки можуть також містити відео та музику.

### Е-листівки з обличчям
Технологія Flash 10 тепер дозволяє сайтам розробляти додатки на замовлення, котрі можуть завантажувати фото, змінювати їх та вирізати обличчя. Користувач надалі може вбудувати їх в анімацію задля отримання значно вищого рівня персоналізації.

### Листівки-ігри
Деякі електронні листівки можуть містити  інтерактивні ігри. Такі ігри зазвичай мають анімацію і музику, на зразок інших анімованих карток, і схожий функціонал, який дозволяє адресанту додати особисте повідомлення.

## Історія
Метафора вітальної картки була використана ще на початку існування Всесвітньої павутини. Перший сайт листівок, The Electric Postcard був створений в кінці 1994 року Джудіт Донат в MIT Media Lab. Справа починалась повільно: в перші тижні було надіслано 10-20   карток за день, 1000-2000 в день протягом першого літа, а потім різко набрала обертів. Продовж різдвяного сезону 1995-1996, були дні, коли надсилалось більше 19 000 листівок; до кінця весни 1996 було надіслано загалом більше 1,7 млн листівок. Вихідний код цього сервісу було зроблено загальнодоступним, за умови, що користувачі поширюватимуть його покращення між собою. The Electric Postcard отримала численні відзнаки, включаючи нагороду GNN Best of the Net  у 1995 року .
Листівки MIT залишались домінуючою і єдиною задокументованою службою електронних листівок до кінця осені 1995. У листопаді 1995, Awesome Cyber Cards, також відомі як marlo.com (розташовувались на marlo.com до жовтня 2010 року), почали розробляти вітальну картку ітернету, цифрова картка в інтернеті, яка включає фіксоване або вибір із запропонованих привітань і зображення.
Коли  Internet Archive почав охоплювати вебсайти з усього інтернету восени 1996, було створено резервуар інформації стосовно розвитку електронних карток шляхом збереження історії інтернету з того часу та більш ранніх часових позначок на сторінках інтернету, котрі були зафіксовані. Вебсторінки The Awesome Cards, охоплені 10 листопада 1996 року та доступні в Wayback Machine, демонструють розвиток кібер-листівок впродовж 1996 року та показують колекцію карток. Особливо святкова колекція раніше того року створює віртуальну часову відмітку розвитку електронних листівок, починаючи від валентинок з фіксованим та напів-фіксованим привітанням в лютому 1996, далі до карток із запропонованими привітаннями на вибір у колекції до Дня подяки. 
До середини 1996 року, численна кількість сайтів пропонувала електронні привітання. В середині жовтня 1996, The Awesome Cards розробили та представили електронні вітальні та поштові ("Email Express") картки, на основі можливостей запропонованих браузером Netscape 3.0. Це було вперше, що сама електронна листівка могла бути надісланою безпосередньо адресантом отримувачу, натомість надсилання оголошення з посиланням на знаходження листівки на сайті.
Між вереснем 1996 року та Днем подяки 1997року, компанія Blue Mountain, що виготовляла паперові листівки, розробила електронну картку на власному вебсайті. Blue Mountain швидко виросла на можливості відвідувачів створити листівку для користування інших. Компанія Blue Mountain розширилась ще більше, коли Microsoft просувала її сервіс на своїй безкоштовній службі Hotmail. Ця взаємодія скінчилась і в листопаді 1998 року Blue Mountain подала на Microsoft до суду за переміщення поштових оголошень про отримання листівки, від їх та інших компаній електронних листівок, до папки спаму користувачів Hotmail. 
До 1999, великі капітали почали вливатись в інтернет, провокуючи ‘доткомовий’ бум. Серед сайтів з електронними листівками, Blue Mountain Arts була визначною в цей час за їх продаж в жовтні 1999 року Excite@Home за 780 млн доларів (що складає 71 долар за унікального користувача в місяць). На угоду посилались CNN та Business 2.0 як на доказ дотком бульбашки. 13 вересня 2001 року,  за три тижні до подачі заяви про банкрутство 1 жовтня 2001 року, Excite@Home продала BlueMountain .com компанії American Greetings за 35 млн доларів, тобто 3,23 долара за унікального користувача в місяць. Вебсайт BlueMountain .com залишається великим сайтом, в основному зосередженим на електронних листівках. У червні 2008 року, JustAnotherDotCom.com придбали сайт безкоштовних Е-листівок Greeting-cards.com та додали його на власний сайт з листівками, що зробило їх найбільшим сайтом електронних карток у світі.
Від початку, більшість електронних карток були безкоштовними, часто спонсовані рекламою. Хоча безкоштовні картки залишаються найбільш поширеними та популярними, деякі сайти беруть плату за всі електронні листівки або за спеціальні преміум листівки. Інші пропонують річне членство, яке дозволяє користувачам надсилати листівки протягом терміну членства. 
Декілька некомерційних організацій пропонують безкоштовні листівки, як спосіб представити організацію іншій особі через прибічника. У 2006, SOS Children's Villages – USA почала пропонувати різноманітні безкоштовні електронні картки: на день народження, листівки з подякою, День матері.

## Безпека
Надсилання електронної листівки певному одержувачу, безпосередньо враховує надання електронної адреси отримувача службі електронних карток – третій стороні. На кшталт інших послуг від третіх сторін електронною поштою (на приклад компанії розсилок), оператор має можливість зловживати електронною адресою. Прикладом такого зловживання є надсилання реклами сервісом електронних листівок на пошту отримувача. Відповідно до правил захисту від спаму, які використовуються великими інтернет провайдерами, така реклама враховується за спам, адже отримувач ніколи не давав згоди отримувати її. Надсилач листівки, так само як і сервіс можуть бути притягнені до відповідальності за акт розсилання спаму, оскільки, хоча і сервіс надіслав спам, відправник листівки надав електронну адресу. 
В деяких випадках, надсилання електронних привітань клієнтам, використовуючи службу електронних листівок може бути нелегальним для організації чи бізнесу. На приклад, закони про конфіденційність даних можуть заборонити бізнесу розкривати інформацію про клієнтів третім особам – в тому числі імена та електронні адреси.
 В кінці червня 2007 року хвиля листів з темою “Ви отримали листівку від члена сім’ї!” та іншими подібними темами пробирались крізь інтернет. На жаль, більшість цих листів мали посилання на шкідливі вебсайти, де JavaScript був застосований, аби використати браузер, щоб поставити під загрозу систему, або надсилання на файл шкідливої програми, яка маскувалась під електронну листівку. 